# Aigle orné
Spizaetus ornatus
Espèce
Statut de conservation UICN

 NT A3c : Quasi menacé
Statut CITES
L'Aigle orné (Spizaetus ornatus) est une espèce d'oiseaux de proie, qui comme tous les aigles, est de la famille des Accipitridae.

## Répartition
Il prospère dans la plupart des forêts tropicales depuis le sud du Mexique jusqu'au Pérou et en Argentine.

## Nidification
Il construit un grand nid de branchages dans un arbre.

## Description
L'Aigle orné est un prédateur moyen à grand d'à peu près 58 à 64cm de long. Il pèse 1200 g. Il a une crête pointue et proéminente, dressée s'il est excité, une robe noire, de grandes ailes et une longue queue.
L'adulte typique a la moitié supérieure du corps et la tête très foncées, les flancs châtain clair jusqu'au cou et à la poitrine, la gorge blanche entourée de noir. Les membres inférieurs et les cuisses sont blancs rayés de noir et la queue a de grandes taches noires. Sous les ailes, il est blanc.
Les deux sexes sont semblables, mais les jeunes ont la tête et les parties inférieures blanches, avec les parties supérieures brunes, et les flancs et les cuisses rayés.

## Alimentation
Son régime se compose d'oiseaux, ainsi que de petits mammifères et des petits reptiles.

## Sous-espèces
D'après la classification de référence (version 14.1, 2024) de l'Union internationale des ornithologues, l'Aigle orné possède 2 sous-espèces (ordre philogénique) :
- Spizaetus ornatus vicarius Friedmann, 1935 ;
- Spizaetus ornatus ornatus (Daudin, 1800).